# Ратевани
Ратевани (груз. რატევანი) — село в Грузии, на территории Болнисского муниципалитета края (мхаре) Квемо-Картли.

## География
Село находится в юго-восточной части Грузии, на левом берегу реки Машаверы, на расстоянии приблизительно 0,3 километра (по прямой) к западу от города Болниси, административного центра муниципалитета. Абсолютная высота — 564 метра над уровнем моря.

## Население
По результатам официальной переписи населения 2014 года в Ратевани проживало 1370 человек (709 мужчин и 661 женщина). В национальной структуре населения грузины составляли 97,7 %, армяне — 1,5 %.
| Год  | Население, человек |
| ---- | ------------------ |
| 2002 | 1582               |
| 2014 | ↘ 1370             |